# 일군만민론
일군만민론(일본어: 一君万民論 잇쿤반민론[*])은 단 한 명의 군주에게만 태생적 권위를 인정하고, 다른 신하나 백성들 사이에는 원칙적으로 일체의 신분 차이, 차별을 인정하지 않는 주의다.
에도 막부 막말에 요시다 쇼인이 주창하였고, 토막파 지사들이 그 개념을 널리 지지했다. 메이지 정부는 화족제도를 창설하고 무사 신분을 사족으로 편입하는 등 기존 신분제도를 계승했지만, 폐번치현, 징병령, 녹봉처분 등의 정책을 강행하여 특권신분에게 큰 타격을 주었다.
일군만민론은 일본 제국 조야의 사상적 저류로 뿌리깊게 자리잡혀 천황의 권위 강화와 황실 이외의 특권신분의 특권 축소가 이루어졌다. 사족제도는 일찌감치 형해화되었고, 화족제도 역시 비판이 끊임없이 제기되었다. 화족 중에서 스스로 작위를 반납하는 사람도 나타났다.
일군만민론은 신분적 특권 뿐 아니라 재벌 등의 경제적 특권에 대항하는 이념으로도 기능했다. 쇼와 시대 전기에는 재야지식인, 청년장교, 혁신관료 등이 일군만민론의 복원을 주장했다(쇼와 유신). 제2차 세계대전 패전 이후 일군만민론은 사라졌다. 하지만 일본국 헌법에서 화족제도가 폐지됨으로써, 천황과 황족만을 특권계급으로 인정하는 현재의 일본 신분제도는 일군만민론이 달성된 것이라고 말할 수도 있다.

## 같이 보기
- 신민
- 입헌군주제